# Crisostomo Arameo
Crisostomo Arameo, OSB (falecido em 1605) foi um prelado católico romano que serviu como bispo de Ston (1585–1605).

## Biografia
Crisóstomo Arameo foi ordenado sacerdote na Ordem de São Bento. No dia 18 de março de 1585, foi nomeado pelo Papa Gregório XIII como Bispo de Ston. Serviu como Bispo de Ston até à sua morte em 1605.